# Minderbroederklooster (Utrecht)
Het Minderbroederklooster of Minrebroederklooster was een klooster van de franciscanen in de stad Utrecht gelegen tussen de Minrebroederstraat en het Janskerkhof.

## Geschiedenis
In 1246 werd een gedeelte van het terrein van het Sint-Janskapittel verkocht aan de minderbroeders om er een klooster te stichten.
In 1578, ten tijde van de Reformatie, werd de orde de toegang tot de stad ontzegd. Het klooster dat sindsdien leeg stond werd in 1580 onteigend. Over het kerkhof van het klooster werd de Telingstraat dat jaar aangelegd. In 1581 werd de kapel afgebroken. De overige vertrekken werden in gebruik genomen als Statenkamer.
Omstreeks 1929 fungeerde het pand aan het Janskerkhof 3 als Anatomisch Instituut voor de Utrechtse universiteit. Gedurende de tweede helft van de 20ste eeuw fungeerde het gebouw als het bestuursgebouw van de Faculteit (later Departement) Rechtsgeleerdheid. Ook was de Juridische Bibliotheek in het gebouw gevestigd. Sinds 2016 fungeert het gebouw na een grondige verbouwing als onderwijslocatie voor het Departement Rechtsgeleerdheid.